# Riksdaler suec

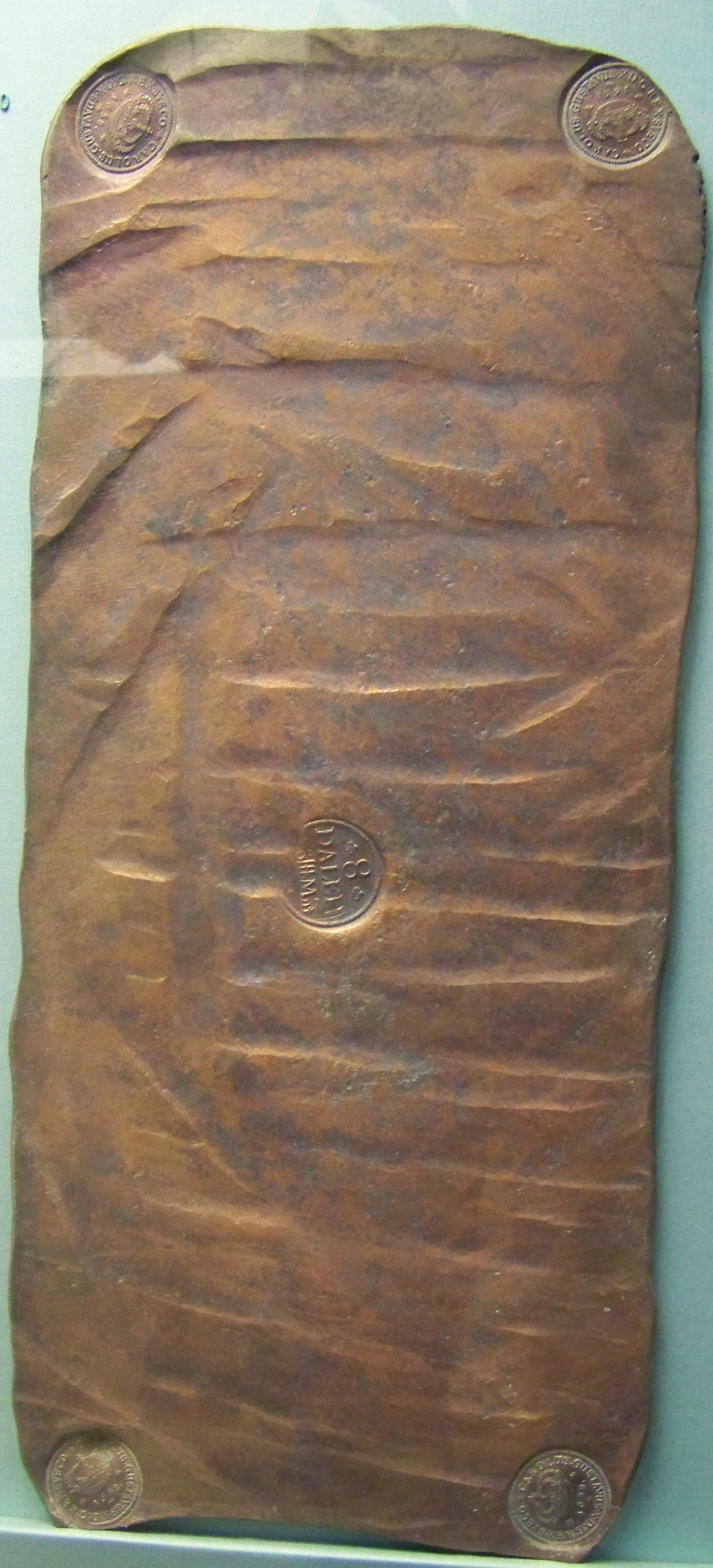
Una placa-moneda (plåtmynt) de coure amb un valor de 8 daler de plata de 1658.

El riksdaler era una moneda sueca encunyada per primer cop el 1604. Entre 1777 i 1873, va ser la moneda de Suècia. El daler, així com el dòlar, rep aquest nom a causa del Thaler alemany. La seva nomenclatura és similar a les dels Reichsthaler, rijksdaalder, i rigsdaler usats a Alemanya i l'Imperi Austrohongarès, Països Baixos, i al Regne de Dinamarca i Noruega, respectivament. Riksdaler encara es fa servir per referir-se col·loquialment a la Corona sueca.

## Sistema penning de comptabilitat
El daler va ser introduït el 1534. Inicialment es plantejà per un ús internacional. Un daler equivalia a 4 marcs, un marc eren 8 öres i un öre equivalia a 6 pennings. El 1604, es canvia el nom a riksdaler ("daler del regne", c.f. Reichsthaler). El 1609, el riksdaler va augmentar el seu valor a 6 marcs quan les altres monedes sueques van ser devaluades, però el riksdaler es mantingué constant.
Des de 1624, el daler fou emès tant en coure com plata, a causa del valor del coure s'emeteren llargues plaques-moneda (plåtmynt). Eren peces rectangulars de coure, que en alguns casos pesaven diversos quilograms (El més valuós era de 10 daler i pesava 20 quilograms). Van circular fins al 1776. Com la plata va començar a escassejar, el daler d'argent va augmentar de valor en relació al daler de coure, el tipus de canvi entre els dos s'establí en 3 de coure per 1 un d'argent. El valor a les monedes de caure fou marcat com K.M. o KMT, i amb S.M. o SMT les de plata.
La mida i el pes de les monedes de plata propicià que Suècia fos el primer país d'Europa a emetre bitllets de banc. Foren introduïts pel Banc d'Estocolm el 1661. Els bitllets perderen gran part del seu valor degut a la seva sobreproducció, però serviren per alleugerir de forma immediata el problema, tot i que s'emeteren fins al 1667. El 1681, el daler de plata va ser devaluat, de forma que: 1 riksdaler = 2 daler d'argent, devaluant-se altre cop el 1712 resulting, amb un canvi d'1:3.

## Sistema Riksdaler de comptabilitat
El 1776, s'anuncià un nou sistema monetari, que entrà en vigor a principis de 1777. La nova moneda estava basada en el riksdaler subdivit en 48 skilling (equivalent a dos dels antics öre, de vegades lletrejat schilling amb el plural schillingar), que al seu torn es dividia en 16 runstycken. Les monedes preexistents de coure van perdre la meitat del seu valor, i només les monedes de plata més noves conservaren el seu valor.
La nova moneda va ser emesa en forma de bitllets de banc (moneda fiduciària) i monedes d'argent i coure. En un primer moment, només el Riksens Ständers Wexel-Banc (el banc del Riksdag dels Estats) podia emetre bitllets però, el 1789, es crea el Riksgälds Contor (Oficina Sueca Nacional de Deute) i rebé la prerrogativa d'emetre paper moneda propi. El riksdaler specie fou encunyat en plata, el riksdaler banco fou emès pel Banc i el riksdaler riksgälds ho fou per l'Oficina de Deute. Tant el Banc com l'Oficina de Deute emeteren monedes de coure.
El “riksdaler specie” fou protegit contra la inflació gràcies a la seva relació amb la plata, però els bitllets patiren un intens monedatge induint a la inflació. El 1803, el valor de les dues monedes de paper es lligaren: 1 riksdaler banco = 1½ riksdaler riksgälds. El 1830, també es fixà el tipus de canvi de les monedes de platam: 1 riksdaler specie = 2⅔ riksdaler banco = 4 riksdaler riksgälds. El valor de les monedes de coure del Riksens Ständers Wexel-Banco va caure, amb relació a la plata, d'acord amb el paper moneda del banc.

## Sistema decimal
El 1855 tingueren lloc dues reformes, la introducció del riksdaler riksmynt i el canvi al sistema decimal. Un riksdaler “specie” equivalia a 4 riksdaler riksmynt, cada un dels quals es dividia en 100 öre. La Unió Monetària Escandinava reemplaçà el riksdaler riksmynt el 1873 per una nova moneda, la corona. S'equipararen les monedes preexistents amb la corona: 1 corona = ½ Rigsdaler danès = ¼ Speciedaler noruec = 1 riksdaler riksmynt suec.
Les ara obsoletes monedes de 25 öre sovint rebé el nom de tolvskilling (12 skilling) durant la major part del segle xx. També és cert que 25 öre = ¼ corona (després de 1873) = ¼ riksdaler riksmynt (1855–1873) = ¼ riksdaler riksgälds (per 1855) = 12 skilling riksgälds. However, since 1 riksdaler riksgälds = ¼ riksdaler specie (plata), 12 skilling riksgälds = 1⁄16 riksdaler specie = 3 skilling specie (plata).

## Monedes
En la dècada de 1770, abans de la introducció del nou sistema monetari, les monedes que s'emetien eren les següents: 1 öre K.M., 1, 2, 4, 8 and 16 öre S.M., 1 i 2 daler S.M. i 1 riksdaler. Després de la reforma de 1777, s'emeteren les següents monedes de plata: 1⁄24, 1⁄12, 1⁄6, ⅓, ⅔ i 1 riksdaler.